# Célio F. B. Haddad
Célio Fernando Baptista Haddad (* 5. Dezember 1959) ist ein brasilianischer Herpetologe und Ökologe, der sich vornehmlich den Froschlurchen (Anura) widmet.

## Leben
Haddad schrieb sich 1979 für ein Studium der Biowissenschaften an der Universidade Estadual de Campinas ein, wo er 1982 sowohl die Licenciatura als auch den Bachelor erwarb. Ab 1983 absolvierte er ein Aufbaustudium an derselben Universität, wo er 1987 unter der Leitung von Adão José Cardoso mit der Arbeit Comportamento reprodutivo e comunicação sonora e Hyla minuta Peters, 1872: Amphibia, Anura, Hylidae über das Fortpflanzungsverhalten und die Lautäußerungen des Zwerglaubfrosches Hyla minuta (heute Dendropsophus minutus) zum Master in Ökologie graduierte. Nach seinem darauffolgenden Doktoratsstudium wurde er ebenfalls unter der Leitung von Cardoso mit der Dissertation Ecologia Reprodutiva de Uma Comunidade de Anfíbios Anuros na Serra do Japi, Sudeste do Brasil über die Reproduktionsökologie einer Gemeinschaft von Froschlurchen in der Serra do Japi, Südostbrasilien zum Doktor in Ökologie promoviert. 
1997 absolvierte er ein Sabbatical an der University of California, Berkeley, wo er als wissenschaftlicher Mitarbeiter am Museum of Vertebrate Zoology tätig war. 1985 wurde er Dozent an der Universidade Estadual Paulista (UNESP), Rio Claro Campus und ist seit 2001 ordentlicher Professor für Wirbeltiere an dieser Einrichtung. Haddad war von 2004 bis 2009 und ist erneut seit 2018 Mitglied der Biologie-Koordination der Fundação de Amparo à Pesquisa do Estado de São Paulo (FAPESP). Er war von 2009 bis 2012 Mitglied der Biota/FAPESP-Programmkoordination sowie von 2010 bis 2013 Koordinator des CNPq-Zoologie-Beratungsausschusses CA-ZO (Comitês de Assessoramento – Zoologia). Anschließend war er für ein Jahr Gastprofessor an Cornell University in Ithaca, New York. 
Haddad ist Kurator der Amphibiensammlung (CFBH) an der UNESP, Campus Rio Claro, São Paulo, der drittgrößten in Brasilien mit einem Bestand von rund 30.000 Exemplaren von 700 Amphibienarten. 
Er ist ausländisches Ehrenmitglied für Herpetologie der American Society of Ichthyologists and Herpetologists. 2015 wurde er Mitglied der Academia de Ciências do Estado de São Paulo (ASCIEP) und 2019 Mitglied der Academia Brasileira de Ciências (ABC).
Haddads Forschungsschwerpunkt liegt auf der Taxonomie, Systematik, Phylogenie, Evolution, dem Verhalten und der Erhaltung von Froschlurchen. Im Laufe seiner Karriere hat er mehr als 600 Artikel in Zusammenarbeit mit Dutzenden von Forschern aus Brasilien und dem Ausland veröffentlicht. Darunter befinden sich die Erstbeschreibungen von 130 Froschlurchtaxa. Er hat 30 Masterarbeiten und 37 Doktorarbeiten sowie 32 Postdocs betreut. Im Laufe der Jahre hat er wesentlich zur Ausbildung mehrerer Forscher auf dem Gebiet der Amphibienbiologie in Brasilien beigetragen.
Haddad ist zweifacher Preisträger des Prêmio Jabuti im Bereich Naturwissenschaften, 1993 für seine Mitarbeit am Buch História Natural da Serra do Japi und 2014 für die Erstellung des Buches Guia dos Amfíbios da Mata Atlântica: Diversidade e Biologia.
2005 produzierten Haddad und seine Kollegen Luís Felipe Toledo João und G. R. Giovanelli mit Unterstützung der NASA eine Compact Disc mit dem Titel Guia Sonoro dos Anfíbios Anuros da Mata Atlântica, auf der sich die Aufnahmen der Lautäußerungen von 70 Kröten-, Frosch- und Laubfroscharten aus dem Atlantischen Regenwald befinden. Im Jahr 2006 nahm er an einer internationalen Initiative teil, die die Klassifizierung der Amphibien veränderte: den Amphibian Tree of Life, der im Bulletin of the American Museum of Natural History veröffentlicht wurde.
Haddad ist mit der Ökologin Patricia Morellato, Professorin an der UNESP verheiratet. Das Paar hat eine Tochter und einen Sohn.

## Dedikationsnamen
Nach Haddad sind die Gattung Haddadus Hedges, Duellman & Heinicke, 2008 sowie die Arten Chiasmocleis haddadi Peloso, Sturaro, Forlani, Gaucher, Motta & Wheeler, 2014, Dendrophryniscus haddadi Cruz, Caramaschi, Fusinatto & Brasileiro, 2019, Dendropsophus haddadi (Bastos & Pombal, 1996) und Scinax haddadorum Araujo-Vieira, Valdujo & Faivovich, 2016 benannt.

## Erstbeschreibungen von Célio F. B. Haddad
- Adelophryne amapaensis Taucce, Costa-Campos, Haddad & Carvalho, 2020
- Adelphobates Grant, Frost, Caldwell, Gagliardo, Haddad, Kok, Means, Noonan, Schargel & Wheeler, 2006
- Adenomera amicorum Carvalho, Moraes, Lima, Fouquet, Peloso, Pavan, Drummond, Rodrigues, Giaretta, Gordo, Neckel-Oliveira & Haddad, 2021
- Adenomera aurantiaca Carvalho, Moraes, Lima, Fouquet, Peloso, Pavan, Drummond, Rodrigues, Giaretta, Gordo, Neckel-Oliveira & Haddad, 2021
- Adenomera chicomendesi Carvalho, Angulo, Kokubum, Barrera, Souza, Haddad & Giaretta, 2019
- Adenomera glauciae Carvalho, Simões, Gagliardi-Urrutia, Rojas-Runjaic, Haddad & Castroviejo-Fisher, 2020
- Adenomera gridipappi Carvalho, Moraes, Lima, Fouquet, Peloso, Pavan, Drummond, Rodrigues, Giaretta, Gordo, Neckel-Oliveira & Haddad, 2021
- Adenomera guarayo Carvalho, Angulo, Barrera, Aguilar-Puntriano & Haddad, 2020
- Adenomera inopinata Carvalho, Moraes, Lima, Fouquet, Peloso, Pavan, Drummond, Rodrigues, Giaretta, Gordo, Neckel-Oliveira & Haddad, 2021
- Adenomera kayapo Carvalho, Moraes, Lima, Fouquet, Peloso, Pavan, Drummond, Rodrigues, Giaretta, Gordo, Neckel-Oliveira & Haddad, 2021
- Adenomera kweti Carvalho, Cassini, Taucce & Haddad, 2019
- Adenomera phonotriccus Carvalho, Giaretta, Angulo, Haddad & Peloso, 2019
- Adenomera tapajonica Carvalho, Moraes, Lima, Fouquet, Peloso, Pavan, Drummond, Rodrigues, Giaretta, Gordo, Neckel-Oliveira & Haddad, 2021
- Allobatinae Grant, Frost, Caldwell, Gagliardo, Haddad, Kok, Means, Noonan, Schargel & Wheeler, 2006
- Anomaloglossinae Grant, Frost, Caldwell, Gagliardo, Haddad, Kok, Means, Noonan, Schargel & Wheeler, 2006
- Anomaloglossus Grant, Frost, Caldwell, Gagliardo, Haddad, Kok, Means, Noonan, Schargel & Wheeler, 2006
- Aplastodiscus lutzorum Berneck, Giaretta, Brandão, Cruz & Haddad, 2017
- Aromobatidae Grant, Frost, Caldwell, Gagliardo, Haddad, Kok, Means, Noonan, Schargel & Wheeler, 2006
- Aromobatinae Grant, Frost, Caldwell, Gagliardo, Haddad, Kok, Means, Noonan, Schargel & Wheeler, 2006
- Atlantihyla Faivovich, Pereyra, Luna, Hertz, Blotto, Vásquez-Almazán, McCranie, Sánchez, Baêta, Araujo-Vieira, Köhler, Kubicki, Campbell, Frost, Wheeler & Haddad, 2018
- Boana caipora (Antunes, Faivovich & Haddad, 2008)
- Boana cambui (Pinheiro, Pezzuti, Leite, Garcia, Haddad & Faivovich, 2016)
- Boana curupi (Garcia, Faivovich & Haddad, 2007)
- Boana poaju (Garcia, Peixoto & Haddad, 2008)
- Bokermannohyla Faivovich, Haddad, Garcia, Frost, Campbell & Wheeler, 2005
- Bokermannohyla itapoty Lugli & Haddad, 2006
- Bokermannohyla juiju Faivovich, Lugli, Lourenço & Haddad, 2009
- Bokermannohyla luctuosa (Pombal & Haddad, 1993)
- Bokermannohyla oxente Lugli & Haddad, 2006
- Brachycephalus actaeus Monteiro, Condez, Garcia, Comitti, Amaral & Haddad, 2018
- Brachycephalus brunneus Ribeiro, Alves, Haddad & Reis, 2005
- Brachycephalus crispus Condez, Clemente-Carvalho, Haddad & Reis, 2014
- Brachycephalus ferruginus Alves, Ribeiro, Haddad & Reis, 2006
- Brachycephalus guarani Clemente-Carvalho, Giaretta, Condez, Haddad & Reis, 2012
- Brachycephalus ibitinga Condez, Monteiro, Malagoli, Trevine, Schunck, Garcia & Haddad, 2021
- Brachycephalus izecksohni Ribeiro, Alves, Haddad & Reis, 2005
- Brachycephalus pitanga Alves, Sawaya, Reis & Haddad, 2009
- Brachycephalus pombali Alves, Ribeiro, Haddad & Reis, 2006
- Brachycephalus sulfuratus Condez, Monteiro, Comitti, Garcia, Amaral & Haddad, 2016
- Brachycephalus toby Haddad, Alves, Clemente-Carvalho & Reis, 2010
- Brachycephalus tridactylus Garey, Lima, Hartmann & Haddad, 2012
- Bromeliohyla Faivovich, Haddad, Garcia, Frost, Campbell & Wheeler, 2005
- Charadrahyla Faivovich, Haddad, Garcia, Frost, Campbell & Wheeler, 2005
- Corythomantis botoque Marques, Haddad & Garda, 2021
- Crossodactylodes serranegra Santos, Pinheiro, Garcia, Griffiths, Haddad & Barata, 2023
- Crossodactylodes teixeirai Ferreira, Zocca, Carvalho, Haddad & Santos, 2023
- Cruziohyla Faivovich, Haddad, Garcia, Frost, Campbell & Wheeler, 2005
- Cycloramphus faustoi Brasileiro, Haddad, Sawaya & Sazima, 2007
- Cycloramphus heyeri Segalla, Berneck, Canedo, Caramaschi, Cruz, Garcia, Grant, Haddad, Lourenço, Mângia, Mott, Nascimento, Toledo, Werneck & Langone, 2021
- Cycloramphus juimirim Haddad & Sazima, 1989
- Dendropsophus mapinguari Peloso, Orrico, Haddad, Lima & Sturaro, 2016
- Dendropsophus nekronastes Dias, Haddad, Argôlo & Orrico, 2017
- Dendropsophus ozzyi Orrico, Peloso, Sturaro, Silva, Neckel-Oliveira, Gordo, Faivovich & Haddad, 2014
- Dryaderces Jungfer, Faivovich, Padial, Castroviejo-Fisher, Lyra, Berneck, Iglesias, Kok, MacCulloch, Rodrigues, Verdade, Torres-Gastello, Chaparro, Valdujo, Reichle, Moravec, Gvoždík, Gagliardi-Urrutia, Ernst, De la Riva, Means, Lima, Señaris, Wheeler & Haddad, 2013
- Duttaphrynus Frost, Grant, Faivovich, Bain, Haas, Haddad, de Sá, Channing, Wilkinson, Donnellan, Raxworthy, Campbell, Blotto, Moler, Drewes, Nussbaum, Lynch, Green & Wheeler, 2006
- Ecnomiohyla Faivovich, Haddad, Garcia, Frost, Campbell & Wheeler, 2005
- Feihyla Frost, Grant, Faivovich, Bain, Haas, Haddad, de Sá, Channing, Wilkinson, Donnellan, Raxworthy, Campbell, Blotto, Moler, Drewes, Nussbaum, Lynch, Green & Wheeler, 2006
- Fritziana mitus Walker, Wachlevski, Nogueira da Costa, Nogueira-Costa, Garcia & Haddad, 2018
- Fritziana tonimi Walker, Gasparini & Haddad, 2016
- Hylodes amnicola Pombal, Feio & Haddad, 2002
- Hylodes caete Malagoli, de Sá, Canedo & Haddad, 2017
- Hylodes heyeri Haddad, Pombal & Bastos, 1996
- Hylodes japi de Sá, Canedo, Lyra & Haddad, 2015
- Hylodes sazimai Haddad & Pombal, 1995
- Hylodes uai Nascimento, Pombal & Haddad, 2001
- Hyloxalinae Grant, Frost, Caldwell, Gagliardo, Haddad, Kok, Means, Noonan, Schargel & Wheeler, 2006
- Ingerophrynus Frost, Grant, Faivovich, Bain, Haas, Haddad, de Sá, Channing, Wilkinson, Donnellan, Raxworthy, Campbell, Blotto, Moler, Drewes, Nussbaum, Lynch, Green & Wheeler, 2006
- Ischnocnema colibri Taucce, Canedo, Parreiras, Drummond, Nogueira-Costa & Haddad, 2018
- Ischnocnema feioi Taucce, Canedo & Haddad, 2018
- Ischnocnema garciai Taucce, Canedo & Haddad, 2018
- Ischnocnema karst Canedo, Targino, Leite & Haddad, 2012
- Ischnocnema nanahallux Brusquetti, Thome, Canedo, Condez & Haddad, 2013
- Ischnocnema parnaso Taucce, Canedo, Parreiras, Drummond, Nogueira-Costa & Haddad, 2018
- Ischnocnema sambaqui (Castanho & Haddad, 2000)
- Ischnocnema vizottoi Martins & Haddad, 2010
- Isthmohyla Faivovich, Haddad, Garcia, Frost, Campbell & Wheeler, 2005
- Itapotihyla Faivovich, Haddad, Garcia, Frost, Campbell & Wheeler, 2005
- Julianus fontanarrosai (Baldo, Araujo-Vieira, Cardozo, Borteiro, Leal, Pereyra, Kolenc, Lyra, Garcia, Haddad & Faivovich, 2019)
- Leptodactylus apepyta Schneider, Cardozo, Brusquetti, Kolenc, Borteiro, Haddad, Basso & Baldo, 2019
- Leptodactylus avivoca Carvalho, Seger, Magalhães, Lourenço & Haddad, 2021
- Leptodactylus barrioi Alves da Silva, Magalhães, Thomassen, Leite, Garda, Brandão, Haddad, Giaretta & Carvalho, 2020
- Leptodactylus fremitus Carvalho, Fouquet, Lyra, Giaretta, Costa-Campos, Rodrigues, Haddad & Ron, 2022
- Leptodactylus kilombo Alves da Silva, Magalhães, Thomassen, Leite, Garda, Brandão, Haddad, Giaretta & Carvalho, 2020
- Leptodactylus paranaru Magalhães, Lyra, Carvalho, Baldo, Brusquetti, Burella, Colli, Gehara, Giaretta, Haddad, Langone, López, Napoli, Santana, de Sá & Garda, 2020
- Leptodactylus payaya Magalhães, Lyra, Carvalho, Baldo, Brusquetti, Burella, Colli, Gehara, Giaretta, Haddad, Langone, López, Napoli, Santana, de Sá & Garda, 2020
- Leptodactylus watu Alves da Silva, Magalhães, Thomassen, Leite, Garda, Brandão, Haddad, Giaretta & Carvalho, 2020
- Megastomatohyla Faivovich, Haddad, Garcia, Frost, Campbell & Wheeler, 2005
- Melanophryniscus setiba Peloso, Faivovich, Grant, Gasparini & Haddad, 2012
- Myersiohyla Faivovich, Haddad, Garcia, Frost, Campbell & Wheeler, 2005
- Nesorohyla Pinheiro, Kok, Noonan, Means, Haddad & Faivovich, 2018
- Nyctimantis arapapa (Pimenta, Napoli & Haddad, 2009)
- Ololygon belloni (Faivovich, Gasparini & Haddad, 2010)
- Ololygon caissara (Lourenço, Zina, Catroli, Kasahara, Faivovich & Haddad, 2016)
- Ololygon canastrensis (Cardoso & Haddad, 1982)
- Ololygon faivovichi (Brasileiro, Oyamaguchi & Haddad, 2007)
- Ololygon garibaldiae (Lourenço, Lingnau, Haddad & Faivovich, 2019)
- Ololygon hiemalis (Haddad & Pombal, 1987)
- Ololygon peixotoi (Brasileiro, Haddad, Sawaya & Martins, 2007)
- Oreobates chiquitanus Pansonato, Motta, Cacciali, Haddad, Strüssmann & Jansen, 2020
- Paratelmatobius cardosoi Pombal & Haddad, 1999
- Paratelmatobius mantiqueira Pombal & Haddad, 1999
- Phantasmarana bocainensis (Giaretta, Bokermann & Haddad, 1993)
- Phantasmarana curucutuensis de Sá, Condez, Lyra, Haddad & Malagoli, 2022
- Phantasmarana tamuia de Sá, Condez, Lyra, Haddad & Malagoli, 2022
- Phrynomedusa dryade Baêta, Giasson, Pombal & Haddad, 2016
- Phyllomedusa tetraploidea Pombal & Haddad, 1992
- Physalaemus atim Brasileiro & Haddad, 2015
- Physalaemus atlanticus Haddad & Sazima, 2004
- Physalaemus bokermanni Cardoso & Haddad, 1985
- Physalaemus cristinae Cardozo, Tomatis, Duport-Bru, Kolenc, Borteiro, Pansonato, Confalonieri, Lourenço, Haddad & Baldo, 2023
- Poyntonophrynus Frost, Grant, Faivovich, Bain, Haas, Haddad, de Sá, Channing, Wilkinson, Donnellan, Raxworthy, Campbell, Blotto, Moler, Drewes, Nussbaum, Lynch, Green & Wheeler, 2006
- Pristimantis relictus Roberto, Loebmann, Lyra, Haddad & Ávila, 2022
- Pristimantis rupicola Taucce, Nascimento, Trevisan, Leite, Santana, Haddad & Napoli, 2020
- Pseudopaludicola coracoralinae Andrade, Haga, Lyra, Carvalho, Haddad, Giaretta & Toledo, 2020
- Pseudopaludicola florencei Andrade, Haga, Lyra, Leite, Kwet, Haddad, Toledo & Giaretta, 2018
- Pseudopaludicola matuta Andrade, Haga, Lyra, Carvalho, Haddad, Giaretta & Toledo, 2018
- Pseudopaludicola murundu Toledo, Siqueira, Duarte, Veiga-Menoncello, Recco-Pimentel & Haddad, 2010
- Pseudopaludicola pocoto Magalhães, Loebmann, Kokubum, Haddad & Garda, 2014
- Pseudopaludicola restinga Cardozo, Baldo, Pupin, Gasparini & Haddad, 2018
- Quilticohyla Faivovich, Pereyra, Luna, Hertz, Blotto, Vásquez-Almazán, McCranie, Sánchez, Baêta, Araujo-Vieira, Köhler, Kubicki, Campbell, Frost, Wheeler & Haddad, 2018
- Rheobates Grant, Frost, Caldwell, Gagliardo, Haddad, Kok, Means, Noonan, Schargel & Wheeler, 2006
- Scinax perereca Pombal, Haddad & Kasahara, 1995
- Scinax tropicalia Novaes-e-Fagundes, Araujo-Vieira, Entiauspe, Roberto, Orrico, Solé, Haddad & Loebmann, 2021
- Scinax villasboasi Brusquetti, Jansen, Barrio-Amorós, Segalla & Haddad, 2014
- Silverstoneia Grant, Frost, Caldwell, Gagliardo, Haddad, Kok, Means, Noonan, Schargel & Wheeler, 2006
- Sphaenorhynchus caramaschii Toledo, Garcia, Lingnau & Haddad, 2007
- Tlalocohyla Faivovich, Haddad, Garcia, Frost, Campbell & Wheeler, 2005
- Trachycephalus lepidus (Pombal, Haddad & Cruz, 2003)
- Vandijkophrynus Frost, Grant, Faivovich, Bain, Haas, Haddad, de Sá, Channing, Wilkinson, Donnellan, Raxworthy, Campbell, Blotto, Moler, Drewes, Nussbaum, Lynch, Green & Wheeler, 2006